# 杨舍镇
杨舍镇是中国江苏省苏州市张家港市下辖的一个镇，张家港市市政府驻地，张家港市的政治、经济、文化中心，总面积152.8平方公里。2019中国百强乡镇第三名。

## 行政区划
杨舍镇下辖以下行政区：
向阳社区、园林社区、振丰社区、花园社区、梁丰社区、新城社区、东苑社区、前溪巷社区、聚龙社区、庆丰社区、西门社区、龙潭社区、暨阳社区、长安社区、云盘社区、沙工社区、南苑社区、邵巷社区、万红社区、东渡社区、扬帆社区、通运社区、锦绣社区、横河社区、悦盛社区、泗港社区、乘航社区、东莱社区、晨阳社区、赵庄社区、包基社区、小城市社区、范庄社区、城北社区、田垛里社区、城东社区、城南社区、城西社区、老宅社区、西郊社区、景巷社区、陈东庄社区、悦丰社区、东湖苑社区、惠丰社区、白鹿社区、明珠社区、西湖苑社区、体育社区、勤丰社区、江帆社区、中昊社区、清水湾社区、暨阳湖社区、绿洲社区、江联社区、汇景社区、四季社区、金城社区、馨港社区、帝景社区、江南社区、仓基村、斜桥村、西新村、章卿村、闸上村、善港村、五新村、杨港村、范港村、万红村、七里庙村、严家埭村、百家桥村、农义村、蒋桥村、双鹿村、庆安村、乘航村、东莱村、西闸村、福前村、农联村、黎明村、徐丰村、晨南村、南新村、晨新村和老宅村。